# 福茂唱片
福茂唱片（英語：Linfair Records）是一家位於臺灣的唱片公司，成立於1961年，由福茂工程創辦人張人鳳先生創立。曾為環球音樂（前身為寶麗金唱片）旗下子公司。2002年，正式退出環球音樂旗下，成為獨立的唱片公司。

## 發展歷史及大事

### 福茂唱片出版社時期 Linfair Magnetic Sound Ltd.（1961-1992）
福茂唱片成立初期，為英國迪卡唱片在台灣的獨家代理公司。1986年，福茂唱片成立國語部，開始發展國語流行音樂市場。庾澄慶為第一個與福茂唱片簽約的台灣歌手，其後福茂一手捧紅歌手包括庾澄慶、邰正宵、辛曉琪、林隆璇和范曉萱等人。
1989年，福茂唱片引進音樂CD技術。福茂發行的首張CD專輯是庾澄慶的國語專輯《讓我一次愛個夠》，銷量40萬張，並入选台湾百佳唱片第48位。
1991年10月21日至1994年10月9日，福茂唱片在衛視中文台開設日播節目《福茂音乐万岁》，前者內容是純打歌，後者內容是福茂唱片歌手的訪談和玩遊戲。

### 福茂唱片（迪卡台灣）時期 Decca Records Taiwan Ltd.（1992-2002）
1992年，迪卡唱片母公司寶麗金唱片向福茂唱片買入60%股權，福茂唱片同時加入寶麗金唱片旗下；福茂英文名稱因此改為“Decca Records Taiwan Ltd.”並使用迪卡唱片商標。福茂唱片首張以迪卡唱片商標發行的唱片是庾澄慶首張英語專輯《哈林音樂電台》。在此時期，福茂一手捧红中國大陸歌手那英和香港歌手周慧敏、蘇永康、王菲等在台灣的國語市場。
1999年，寶麗金唱片集團被現時的環球唱片收購，福茂也曾為環球旗下子公司之一。

### 福茂唱片時期 Linfair Records Ltd.（2002-迄今）
2001年，香港正東唱片、新藝寶唱片與福茂唱片在台灣的代理發行合約屆滿，旗下歌手陳慧琳、許志安已於台灣轉由環球唱片旗下之上華唱片代理發行（除蘇永康繼續在台灣交由福茂發行外）。但福茂旗下歌手其後仍然繼續交由正東唱片負責代理發行及宣傳，其他地區則交由環球唱片負責，現在連香港分公司也交由環球唱片負責。
2002年，張耕宇及其妹張霄芸向環球唱片買回其擁有的福茂唱片60%股權，福茂再度成為獨立唱片公司，福茂英文名字又改回最初的“Linfair Records Ltd.”並啟用新商標。雖然退出環球唱片旗下，福茂唱片仍為迪卡唱片古典音樂產品之台灣代理商，在台灣還代理美國高音質獨立廠牌Chesky。在此期間，庾澄慶、周慧敏等前福茂唱片歌手亦回歸福茂。
2023年，迪卡唱片古典音樂部門一併回歸由環球代理，至此再無代理環球唱片產品。

## 旗下廠牌
- 福茂唱片
- 光合作用音樂
- 老鷹音樂
- Chesky
- Cooking Vinyl

## 旗下藝人
| 男歌手                    | 男歌手              | 男歌手 |
| ------------------------- | ------------------- | ------ |
| 庾澄慶 （哈林音樂產房）   | 陳宇祥              | 曾昱嘉 |
| 陳雷 （比佛利影音多媒體） | 邰正宵 （起初音樂） |        |
| 女歌手                    |                     |        |
| 李宣榕 （寶麗來國際娛樂） | 童雲晞              | 陳佩賢 |
| 組合                      |                     |        |
| 貝克小姐                  |                     |        |

### 老鷹音樂
暫無旗下藝人

### 青田音樂 (合作公司)
| 男歌手 | 男歌手 | 男歌手 |
| ------ | ------ | ------ |
| 林隆璇 | 林亭翰 | 周書彥 |
| 楊影   |        |        |

### 黑天使製作 (合作公司)
| 女歌手 |
| ------ |
| 范瑋琪 |

## 已解約歌手
- 知更
- 王笠人
- 吳汶芳
- 韋禮安，2018年解約，2020年轉投台灣索尼音樂娛樂
- 曾靜玟
- 曾沛慈，2017年解約，2018年轉投亞神音樂，2024轉投華研國際音樂
- 朱俐靜
- 郭靜
- 張韶涵
- 陶嫚曼
- 李唯楓
- 謝沛恩
- 黃雅莉
- 黑澀會美眉
- 王宏恩
- 廖文強
- 蘇芮
- 周慧敏
- 王靜瑩
- 李亞明
- 黃舒駿
- 辛曉琪
- 陳耀川
- 蘇永康
- 陳立強
- 蔡幸娟
- 林里嬪
- 文章
- 那英
- 周蕙
- 鄧子霆
- 蟑螂合唱團（IPIS）
- 朱少薇
- 陶莉萍
- 川島茉樹代
- 宋新妮
- 徐潔兒
- 何耀珊
- 林芯儀
- 林凡
- 林采欣（貝貝）
- 楊蒨時
- 張超
- 陳司翰
- 楊家成
- 張鎬哲
- CD Voice
- 詹宇琦
- 陳宥臻
- 黑色牡羊
- Woman Woman 我們（范怡文、官靈芝、秀璟）
- 江淑娜
- 法蘭黛樂團
- 王力宏
- 陳妍希
- 王英州
- 陳筱涓
- 睡帽樂團
- 黃霆睿
- 陳暉宜

### 曾合作／代理藝人
- 王菲（新藝寶唱片）
- 陳慧琳（正東唱片）
- 許志安（正東唱片）
- 馮德倫（正東唱片）
- 張克帆（正東唱片）
- 鷹與月（潘美辰、Joanna Moon）
- 劉子千（延伸娛樂）
- Twinko（紅元素）
- 林昕陽（延伸娛樂）
- 曹雅雯（亞薩藝能）
- Dream Girls（宏將多利安）
- 金智娟（亞薩藝能）
- 傅又宣（夢想沙龍娛樂）
- 李榮浩（簡單快樂文化）
- 張涵雅（好痛音樂）
- 周傳雄（哈薩雅琪音樂）

## 外部連結
- 福茂唱片官方網站 （页面存档备份，存于）
- 福茂唱片的Facebook專頁
- 福茂唱片的新浪微博
- YouTube上的福茂唱片頻道